# Edward Koldewijn
Edward Koldewijn (Amsterdam, 21 september 1964) is een Nederlands voormalig acteur.
Koldewijn volgde na de havo de sociale academie en werd door Nada van Nie op straat aangesproken voor een rol in Zeg 'ns Aaa, waarin zij te zien was als punkmeisje. Hij nam hierna les bij de Actorstudio in Amsterdam en werd in 1990 toegelaten tot de toneelschool te Amsterdam, welke opleiding hij niet afrondde. Zijn eerste rol was die van patiënt Kees in Medisch Centrum West. Later speelde hij onder meer rollen in Kees & Co, Onderweg naar Morgen en Unit 13. Hij speelde onder regie van nieuwe theatermakers als Don Dyuns, Koos Terpstra en Bob Ruyzendael en speelde in speelde kleine rollen in binnenlandse en buitenlandse films. Koldewijn is niet meer als acteur werkzaam.
Koldewijn heeft twee dochters.

## Televisierollen
- Medisch Centrum West - Kees (1988)
- SamSam - Barman (afl. Hi ha motorpech, 1995)
- Oppassen!!! - Stan (afl. 'n Wilde nacht, 1997)
- SamSam - Politieagent (afl. Jim the knife, 1998)
- Unit 13 - Agent Hans (1996)
- Kees & Co - Patrick (1997)
- Het Zonnetje in Huis - Monteur (1997)
- Onderweg naar Morgen - Casper Bergman (1998)
- Baantjer - Cas de Leeuw (afl. De Cock en de moord op de afgeschreven dode, 2003)
- De Kameleon Ontvoerd - James Blond (2006)